# Gustav Berggren
Karl Gustav Vilhelm Berggren (* 7. September 1997) ist ein schwedischer Fußballspieler, der aktuell beim US-amerikanischen Klub New York Red Bulls unter Vertrag steht.

## Karriere

### Verein
Im Jahr 2013 absolvierte Berggren 15 Partien für die U19 von GAIS Göteborg. Sein Pflichtspieldebüt für die Profimannschaft von BK Häcken gab er am 25. Februar 2015 beim 2:0-Heimsieg gegen Östers IF im schwedischen Pokal, als er in der 86. Spielminute für Samuel Gustafson eingewechselt wurde. In der Spielzeit 2014 kam er zu zwei Einsätzen in der ersten Mannschaft im Pokal sowie zu mehreren Partien für die U19 und U21. Auch in der darauffolgenden Saison war er für die beiden Jugendmannschaften aktiv und stand darüber hinaus dreimal im Kader der Profimannschaft in der Fotbollsallsvenskan, blieb jedoch ohne Einsatz.
Am 15. Mai 2016 kam Berggren schließlich zu seinem Debüt in Schwedens höchster Spielklasse. Beim 4:1-Auswärtssieg gegen Falkenbergs FF wurde er in der Nachspielzeit für Martin Ericsson eingewechselt. In derselben Saison gewann Häcken den schwedischen Pokal, wobei Berggren im Viertelfinale über die volle Spielzeit auf dem Platz stand. Darüber hinaus kam er regelmäßig in der U19 und U21 zum Einsatz und bestritt acht Ligaspiele in der höchsten Liga.
In der Saison 2017 absolvierte er zunächst sieben Einsätze für Häcken, ehe er an den Zweitligisten Varbergs BoIS verliehen wurde, bei dem er in 15 Spielen zum Einsatz kam. Parallel dazu bestritt er weitere sieben Spiele sowie zwei Partien für die U21 von Häcken. In der darauffolgenden Saison 2018 kam er auf 17 Spiele für die erste Mannschaft sowie drei für die U21. In der Saison 2019 absolvierte Berggren 25 Ligaspiele und erzielte dabei zwei Treffer. Am 12. Juli 2018 gab er sein Debüt in der Qualifikation zur UEFA Europa League gegen FK Liepāja aus Lettland. In der 2. Runde scheiterte Häcken am deutschen Vertreter RB Leipzig. Insgesamt bestritt Berggren in dieser Qualifikationsrunde vier Partien. In der Saison 2020 stand er in 28 Erstligapartien auf dem Feld und erzielte drei Treffer. Außerdem absolvierte er beide Qualifikationsspiele gegen AZ Alkmaar, aus denen Häcken als Verlierer hervorging.
Im Sommer 2022 wechselte Berggren nach Polen zum Erstligisten Raków Częstochowa, mit dem er gleich in seiner ersten Saison die polnische Meisterschaft gewann. Während er zunächst überwiegend als Einwechselspieler eingesetzt wurde, entwickelte er sich in den darauffolgenden Spielzeiten zu einem festen Bestandteil der Stammformation. In seinen drei Spielzeiten bei Raków absolvierte Berggren insgesamt 105 Pflichtspiele in allen Wettbewerben.
Zur Saison 2025 wechselte er in die MLS zu den New York Red Bulls, bei denen er einen Vertrag bis 2028 unterschrieb.

### Nationalmannschaft
Am 9. Januar 2020 feierte Berggren sein Debüt in der A-Nationalmannschaft Schwedens beim 1:0-Erfolg in einem Freundschaftsspiel gegen Moldau.

## Erfolge

### BK Häcken
- Schwedischer Pokalsieger: 2015/16
- Schwedischer Meister: 2022

### Raków Częstochowa
- Polnischer Meister: 2022/23